# Aeroport de Casablanca–Anfa
L'aeroport de Casablanca–Anfa (àrab: مطار الدار البيضاء أنفا, Maṭār ad-Dār al-Bayḍāʾ Anfā) fou un aeroport del Marroc (codi IATA: CAS, codi OACI: GMMC), situat a uns 6 quilometres (4 mi) al sud-oest de Casablanca. L'aeroport d'Anfa era un dels tres aeroports que servien l'àrea de Casablanca, els altres eren el nou i més gran Aeroport Internacional Mohammed V i l'aeroport de Casablanca Tit Mellil.
L'aeroport d'Anfa està tancat, i els seus edificis i pistes d'aterratge han estat demolides.

## Història
Construït el 1920 pel govern colonial francès, l'aeroport d'Anfa era el principal aeroport de Casablanca fins que la Força Aèria dels Estats Units va tancar la seva base a Nouasseur el 1959. La base aèria de Nouasseur s'ha ampliat en els últims anys per gestionar avions jet i s'ha convertit en el principal aeroport de 
Casablanca.
Durant Segona Guerra Mundial l'aeroport d'Anfa va ser assumiy pel govern de la França de Vichy i s'utilitzà com a aeroport i base aèria per a la Força Aèria de la França de Vichy (Armée de l'Air de Vichy), amb una flota aèria limitada per l'armistici amb l'Alemanya Nazi. També va ser utilitzat per Deutsche Luft Hansa i transports militars alemanys transports i va ser representat en la pel·lícula Casablanca de 1942.
L'aeroport d'Anfa era un dels objectius principals aliats durant l'Operació Torxa, la invasió d'Àfrica del Nord, i va ser capturat en els aterratges inicials a la zona de Casablanca. Després de la seva captura per les forces aliades va funcionar com a aeròdrom militar aliat durant tota la resta de la guerra, donant suporta l'Exèrcit dels Estats Units durant la Campanya del Nord d'Àfrica, i també com a centre de càrrega del Comando de Transport Aeri a la ruta del nord d'Àfrica. Va servir com a punt de trànsit per als avions de la Força Aèria dels Estats Units en direcció a Anglaterra com a part de la Vuitena Força Aèria, així com per la Dotzena i Quinzena Força Aèria al teatre d'operacions de la Mediterrània com a part de la ruta de transport aeri del sud dels Estats Units a través del Brasil i Dakar. Va ser retornat al control civil a la fi de 1945. Aquest aeroport ara està tancat i està experimentant un important projecte d'urbanització.
L'aeroport d'Anfa va ser substituït com a aeroport comercial per l'Aeroport Internacional Mohammed V; però va continuar servint com a camp d'aviació de la formació de pilots. Va cessar les seves operacions en 2007.
Per a l'any 2008 l'Acadèmia de la RAM havia traslladat la seva activitat a Benslimane i Nouaceur.